# Gelone (malattia)
Il gelone o eritema pernio o perniosi (dal latino Perniones) è un danno infiammatorio superficiale localizzato nella pelle, causato dalla continua esposizione al freddo ed ambienti umidi con temperature sopra il congelamento.
La perniosi è una condizione relativamente comune che può essere molto invalidante, le lesioni gravi, in particolare le ferite, sono rare ma possono verificarsi in questa patologia; ed è essenziale escludere altre condizioni.
Sono lesioni più comuni nei bambini e nelle donne con un indice di massa corporea basso.
Si presentano con gonfiori eritematosi o violacei brucianti singoli o multipli su dita prossimali, dita dei piedi, talloni, naso, e orecchie; anche talvolta su polpacci e cosce (viene visto in soggetti che vanno in bicicletta o a cavallo).
Si risolve in 2 o 3 settimane mentre la gestione e la profilassi prevedono docce calde e indumenti adeguati, risponde bene semplicemente al trattamento sintomatico.

## Epidemiologia

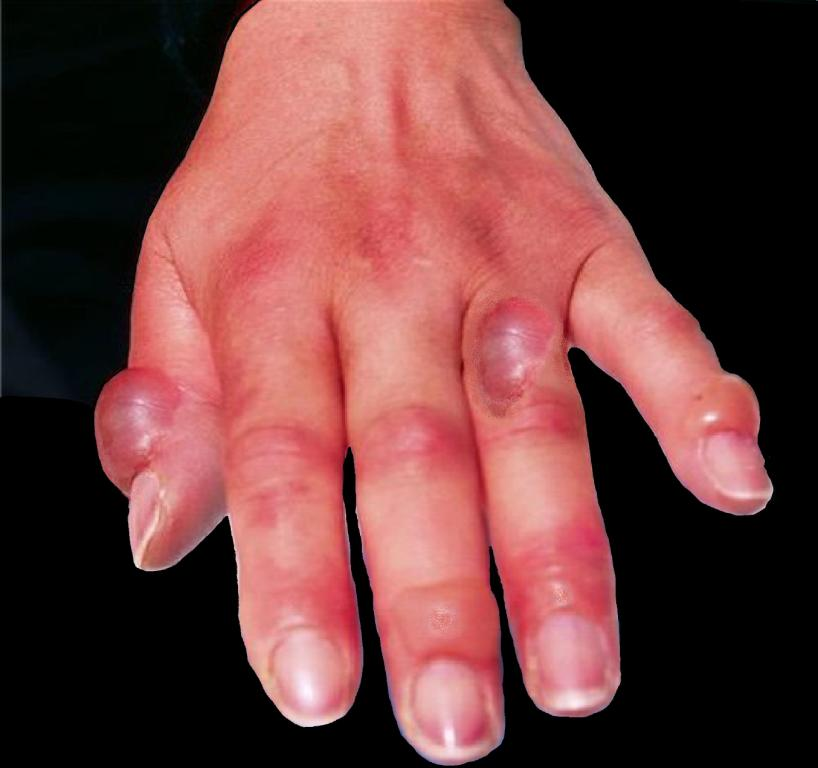
Geloni alle dita della mano, con vesciche

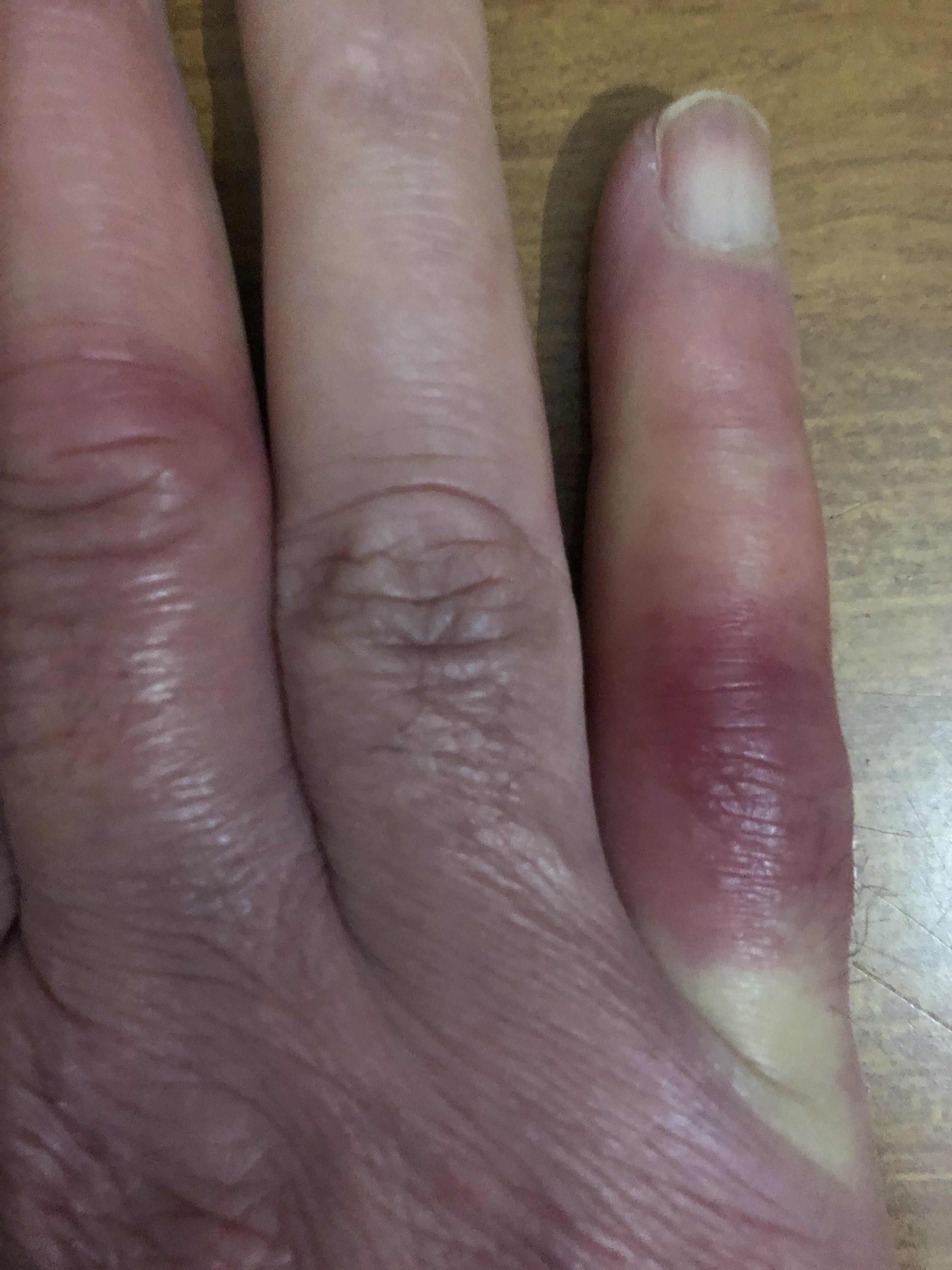

I geloni compaiono prevalentemente all'arrivo dei primi freddi in soggetti predisposti, generalmente giovani, più frequentemente donne. I geloni, pur se recidivi, sono generalmente benigni e tendono a manifestarsi sempre meno con l'aumentare dell'età del soggetto. Pur se caratteristici delle stagioni fredde, in soggetti particolarmente sensibili i geloni possono a volte manifestarsi anche con una semplice immersione delle estremità nell'acqua fredda che è causa di vasospasmo.

## Eziologia

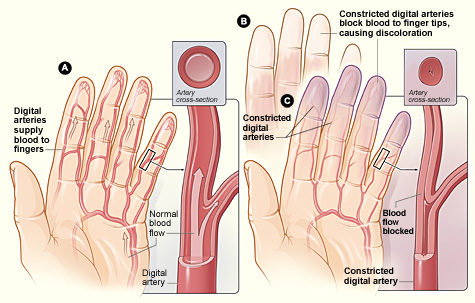
Meccanismo causa del vasospasmo

All'origine della formazione del gelone c'è un rallentamento della microcircolazione cutanea che provoca vasospasmo. Oltre alle basse temperature, cause concomitanti possono comprendere la stazione eretta per periodi prolungati e l'uso di indumenti stretti, specialmente in soggetti predisposti. Per questo motivo i geloni tendono a colpire le estremità, come la punta delle dita, il naso e le orecchie.
Tra i fattori di rischio vi sono un basso indice di massa corporea, predisposizione genetica, abbigliamento inadeguato, deidratazione, affaticamento e precedenti danni da freddo.
I geloni possono essere idiopatici (spontanei e non correlati a un'altra malattia), ma sintomi simili possono anche essere una manifestazione di un'altra grave condizione medica che è da indagare. Le condizioni mediche correlate includono la malattia di Raynaud, l'eritromelalgia, il congelamento e il piede da trincea, nonché malattie del tessuto connettivo come il lupus o la vasculite. Nei neonati affetti dalla sindrome di Aicardi-Goutières (una rara condizione ereditaria che colpisce il sistema nervoso ) si verificano sintomi simili al gelone insieme a gravi disturbi neurologici e febbri inspiegabili.
Sono segnalati casi di geloni localizzati nella superficie laterale superiore delle cosce, viene anche definita pannicolite fredda equestre; essa sembra essere legata all'esposizione prolungata / intermittente al freddo (non necessariamente legata alle attività equestri).

### Geloni da COVID-19
In alcuni pazienti positivi al COVID-19 sono stati riscontrati con una certa frequenza manifestazioni simili ai geloni. Esse colpivano soprattutto le dita dei piedi e sono state segnalate principalmente nei bambini più grandi e negli adolescenti, spesso in assenza di altri sintomi di COVID-19. I sintomi sono generalmente lievi e scompaiono senza trattamento. La loro causa è dibattuta: non è chiaro se le dita dei piedi COVID siano una conseguenza ritardata dell'infezione virale stessa (o almeno parzialmente collegata a fattori ambientali durante la pandemia COVID-19 ).
Possono condividere alcune delle caratteristiche microscopiche dei geloni causati dal Lupus eritematoso. È stato suggerito che, in assenza di esposizione al freddo e all'umidità, il COVID-19 dovrebbe essere considerato una possibile causa dei geloni.

## Anatomia patologica
La lesione si presenta come una chiazza violacea con la cute lucente, inizialmente si sviluppano papule dolorose ed eritematose con prurito che possono diventare piaghe e bolle. Ad essere colpite sono le punte dei pollici, dita e naso e le orecchie ma non solo.
L'area interessata dal gelone inizialmente provoca prurito e dolore intenso: nei casi più gravi il dolore tende a diminuire con l'instaurazione di un certo grado di necrosi e la distruzione delle terminazioni nervose.
Tipicamente all'esame bioptico è presente un infiltrato infiammatorio, in particolare intorno alla ghiandola merocrina.

## Clinica
I geloni si possono suddividere in quattro gradi in ordine di gravità:
1. viene colpita solamente l'epidermide (eritema gelonico);
2. l'epidermide arriva alla necrosi con la conseguente formazione di bolle;
3. viene interessato il derma con la conseguente formazione di piaghe;
4. distruzione delle aponeurosi, dei muscoli e dei tendini.

## Trattamento
I soggetti predisposti dovrebbero portare guanti per proteggersi dal freddo o dall'acqua fredda, assumere vitamina D e svolgere un'attività fisica atta a vascolarizzare le estremità; dovrebbero inoltre evitare il fumo.
Sono consigliate creme idratanti e protettive, inoltre senza che vi sia stata una robusta validazione scientifica con opportuni RCT, si usano solitamente terapie con creme a base di corticosteroidi o nifedipina o anche nitroglicerina.